# Cornelis van der Meulen

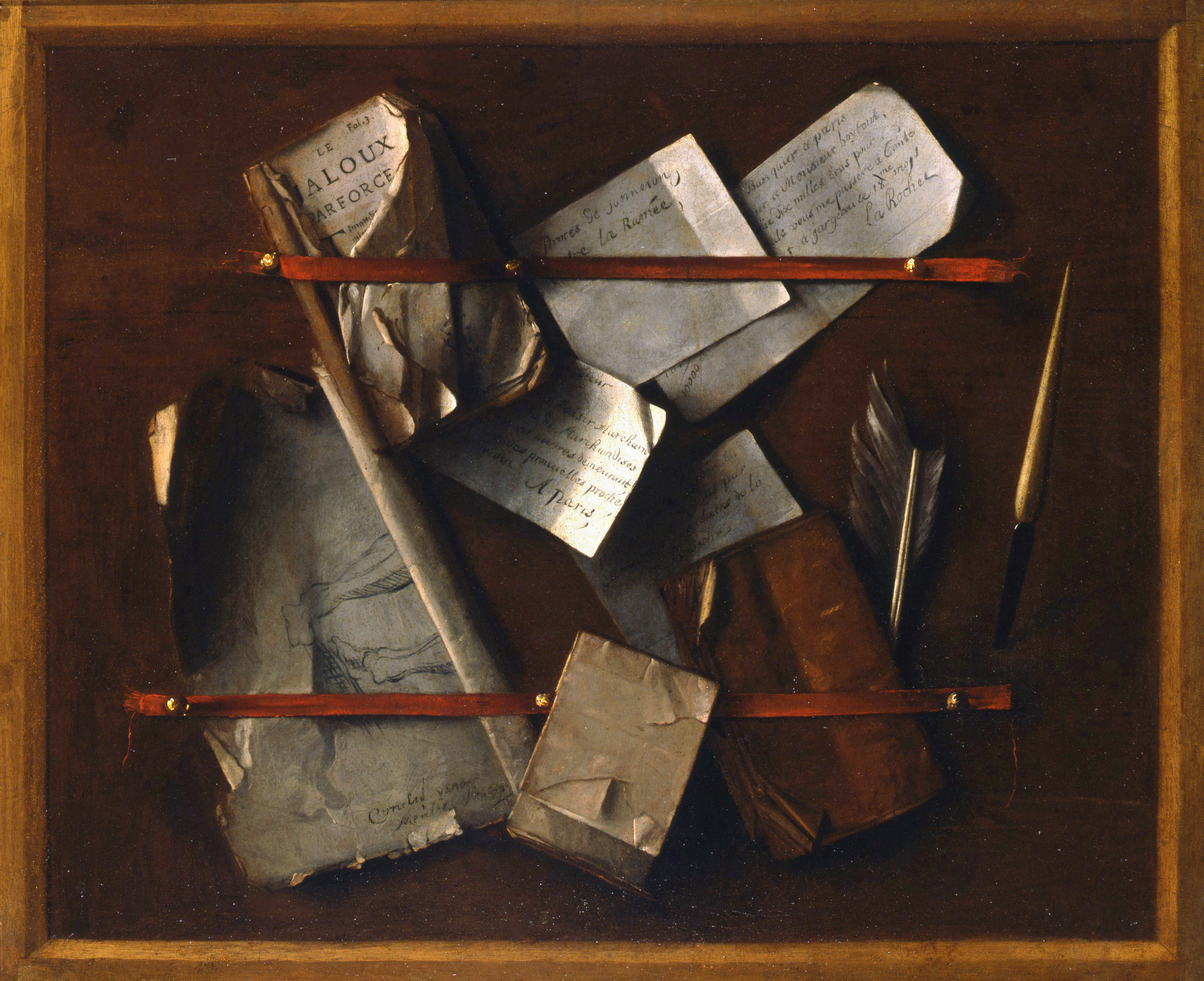
Trompe-l'oeil stilleven, 1673, Dordrechts Museum.

Cornelis van der Meulen (Dordrecht, 1642 - Stockholm, 1691-1692) was een Nederlandse kunstschilder, vooral van stillevens. Hij werd vooral bekend door het gebruik van de trompe-l'oeil-techniek.

## Leven en werk
Volgens Arnold Houbraken trad Van der Meulen in de jaren 1650 in de leer bij Samuel van Hoogstraten. In 1679 verhuisde hij naar Stockholm, waar hij werkte voor het hof. Hij werkte met grote precisie en schilderde vooral vanitasschilderijen en trompe l’oeilstukken. Ook is van zijn hand een gezicht op Stockholm bewaard gebleven.
Het grootste deel van Van der Meulens oeuvre bevindt zich in Zweden, een belangrijke reden waarom hij in zijn geboorteland slechts beperkt bekendheid verwierf. In 2002 werd met ondersteuning van de Vereniging Rembrandt een trompe l’oeil stilleven aangekocht door het Dordrechts Museum.

## Galerij

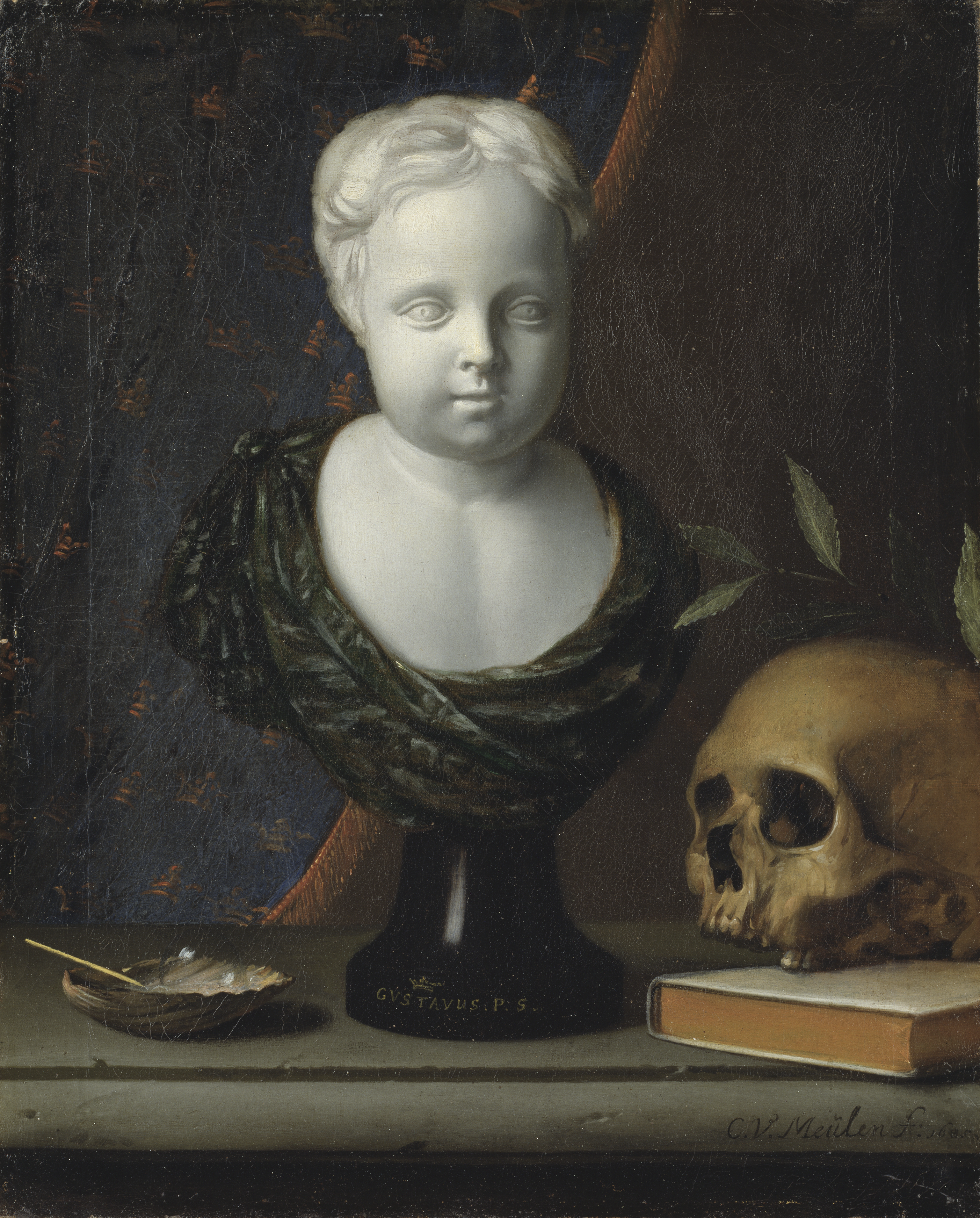
Prins Gustav van Zweden, 1683-1685, Nationalmuseum, Stockholm
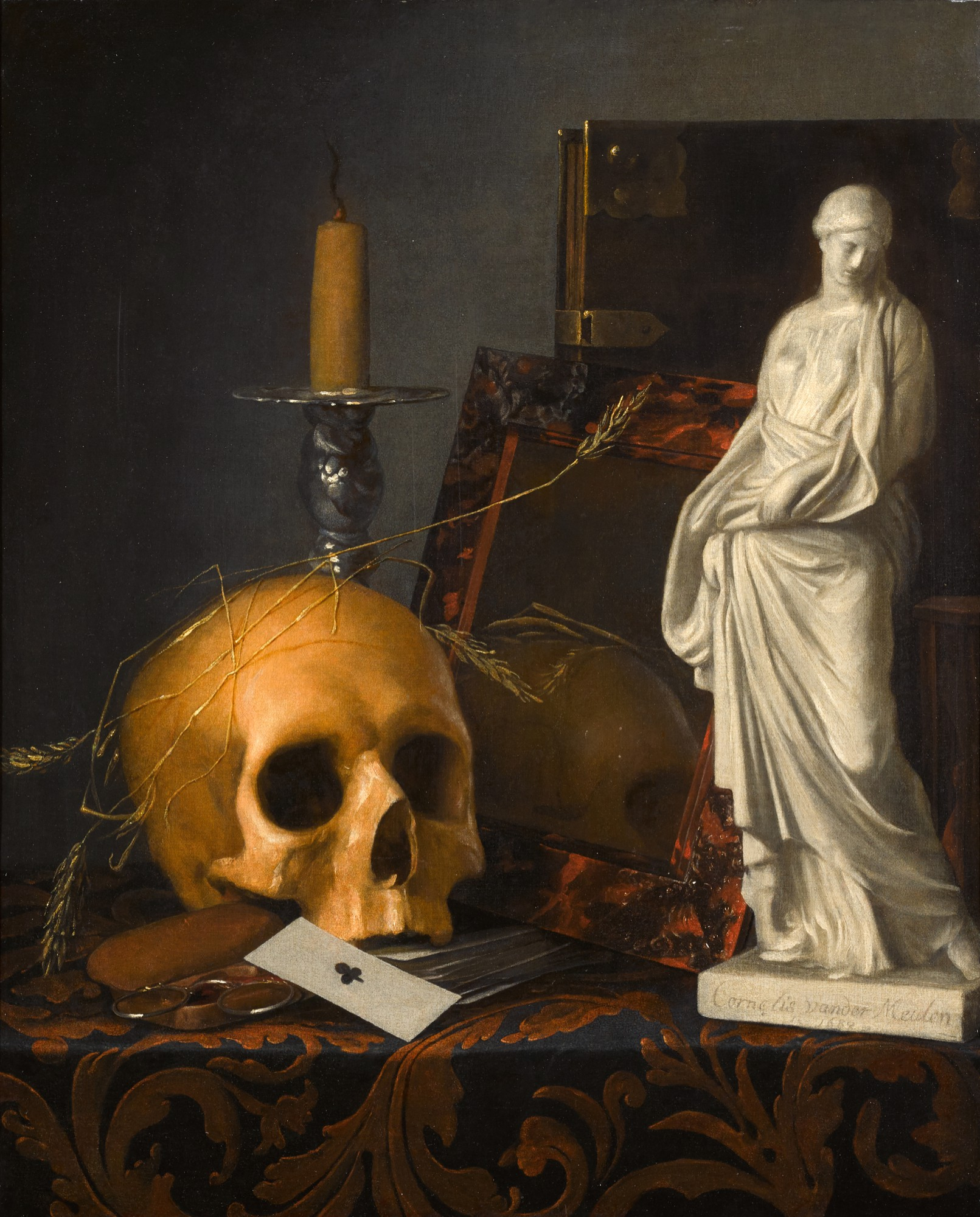
Vanitas stilleven, 1888
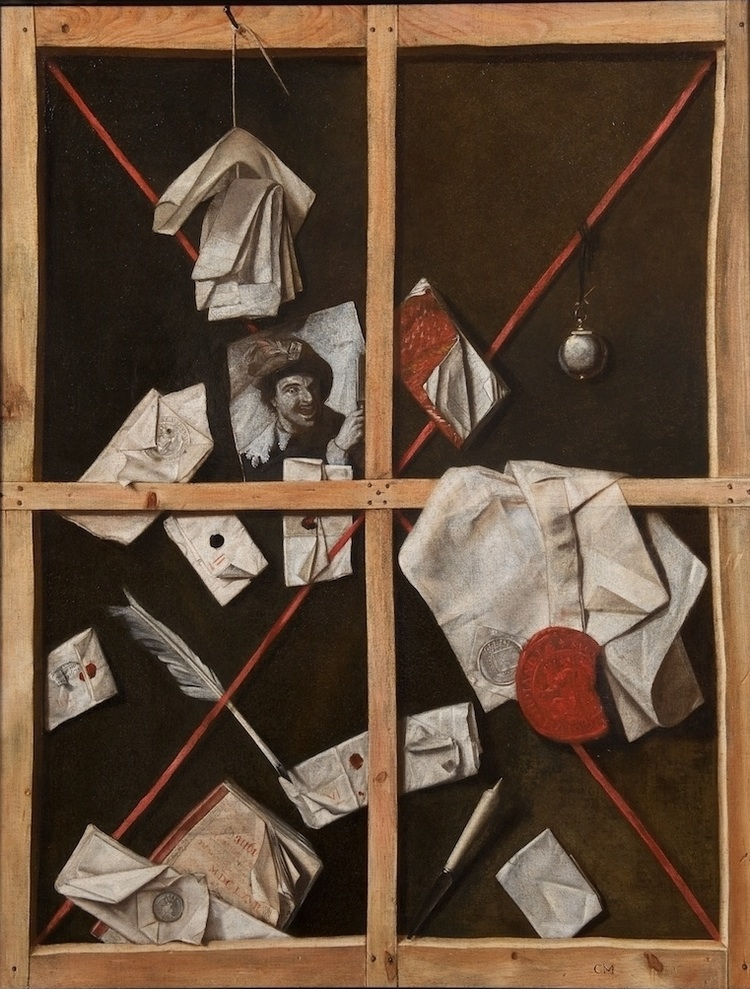
Trompe-d'oeil stilleven, 1667

## Noot
1. ↑  Volgens de RKD werd hij begraven op 5 januari 1692.

- Biografisch Portaal: 83296727
- KulturNav: 860ecc5f-9a37-4aed-921a-cb7efb383399
- RKD-Nederlands Instituut voor Kunstgeschiedenis: 55596
- Union List of Artist Names: 500009538
- Virtual International Authority File: 95739232